# Sonja Klima
Sonja Klima (* 27. Mai 1963 als Sonja Holzinger in Baden bei Wien) ist eine österreichische Volksschullehrerin, Managerin im Sozialwesen und im Pferdesport.

## Leben
Sonja Klima maturierte am Bundes-Oberstufen-Realgymnasium in Wiener Neustadt und absolvierte anschließend eine Ausbildung zur Volksschullehrerin. Diesen Beruf übte sie bis 2000 aus und ließ sich anschließend karenzieren, um mit ihrem Ehemann Viktor Klima nach Argentinien übersiedeln zu können. Nach der Trennung von ihm kehrte sie im Jahr 2002 nach Europa zurück. Sie machte eine Ausbildung zur Schmuck- und Edelsteinexpertin und war für eine Galerie tätig, die sich mit dem Verkauf von Schmuck und Pop Art beschäftigte. Um 2007 wurde sie selbstständige Unternehmerin als Kunsthändlerin. Ab Anfang April 2008 war sie ehrenamtliches Mitglied des Direktoriums und von 2009 bis 2014 die Präsidentin des Badener Trabrennvereines. Seit 2010 ist sie Geschäftsführerin der österreichischen Ronald-McDonald-Kinderhilfe.
Sonja Klima hat die Geschäftsführung eines Pferdegestüts mit Ausbildung und Zucht in Marchegg inne, das sie mit ihrem Lebensgefährten betreibt. 2018 unterstützte sie die ÖVP im niederösterreichischen Wahlkampf. Im Jänner 2019 wurde sie vom Aufsichtsrat entgegen der Empfehlung des Beirates zur Nachfolgerin von Elisabeth Gürtler-Mauthner als Chefin der Spanischen Hofreitschule ernannt. Der prominente Fach-Beirat empörte sich über „Postenschacher“ und „Fehlbesetzung“ und trat geschlossen zurück, auch Ex-ÖVP-Wirtschaftsminister Martin Bartenstein verabschiedete sich als Aufsichtsrat. Nachdem sich die Stimmung im Unternehmen in dieser Zeit extrem verschlechtert hatte, wurde sie im Jahr 2022 durch den Ex-Vöslauer-Chef und Ottakringer-Vorstand Alfred Hudler abgelöst. Im davor abgehaltenen Hearing mit 12 Kandidaten war Klima als Letztgereihte ausgeschieden.
Sonja Klima war dreimal verheiratet, unter anderem von 1995 bis 2004 mit dem österreichischen Bundeskanzler Viktor Klima.

## Auszeichnungen
- 2023: Großes Ehrenzeichen des Landes Steiermark[10]